# Pombia Safari Park
Pombia Safari Park este un parc safari, grădină zoologică și parc de distracții în Pombia, Piemont, din nordul Italiei, creat de Angelo Lombardi în 1976; se întinde pe o suprafață de 400.000 m².

## Numerele de Parc
- Este vast 400.000 m2
- Acesta găzduiește aproximativ 600 de animale
- Este de aproximativ 25 km de Aeroportul Internațional Milano-Malpensa